# Lepidiella amaliae
Lepidiella amaliae är en tvåvingeart som beskrevs av Collantes och Martinez-ortega 1997. Lepidiella amaliae ingår i släktet Lepidiella och familjen fjärilsmyggor. Inga underarter finns listade i Catalogue of Life.